# Minogowate
Minogowate (Petromyzontidae) – rodzina prymitywnych, anadromicznych lub słodkowodnych, pasożytniczych i niepasożytniczych zwierząt wodnych zaliczanych do bezżuchwowców (Agnatha).

## Występowanie
Większość gatunków minogowatych występuje w północnej części półkuli północnej, dlatego nazywane są minogami północnymi. Jedynie gatunki z rodzaju Tetrapleurodon są endemitami Meksyku.
Minogowate zasiedlają muliste wody słone i słodkie. W Polsce odnotowano 5 gatunków.

## Charakterystyka
Ciało walcowate, o długości do 1 m. Oczy w pełni rozwinięte. Tarło odbywają tylko raz w życiu. Larwy (tzw. ślepice) mają trwający do kilku lat okres rozwoju. Przeobrażenie do postaci dorosłej trwa od 3–6 miesięcy. Larwy filtrują pokarm z wody, osobniki dorosłe wielu gatunków są pasożytami zewnętrznymi ryb.

## Klasyfikacja
Rodzaje zaliczane do tej rodziny:
- Caspiomyzon Berg, 1906
- Entosphenus Gill, 1862
- Eudontomyzon Regan, 1911
- Ichthyomyzon Girard, 1858
- Lampetra Bonnaterre, 1788
- Lethenteron Creaser & Hubbs, 1922
- Petromyzon Linnaeus, 1758 – jedynym przedstawicielem jest Petromyzon marinus Linnaeus, 1758 – minóg morski
- Tetrapleurodon Creaser & Hubbs, 1922